# Зайцево (Бахмутская городская община)
За́йцево (укр. За́йцеве) — село в Бахмутской городской общине Бахмутского района Донецкой области Украины.

## Географическое положение
Расположено в 10 км от районного центра и железнодорожной станции Артемовск.

## История
Зайцево основано в начале XIX в. как поселение Бахмутского уезда Екатеринославской губернии Российской империи, Советская власть установлена в декабре 1917 года.
В Великой Отечественной войне участвовали 276 жителей села, отдали жизнь за освобождение нашей Родины 250, награждены орденами и медалями 212 человек.
Погибшим воинам-освободителям села воздвигнут памятник.
В селе есть средняя школа, дом культуры, библиотека, фельдшерский пункт, ясли-сад, три магазина, почтовое отделение.
19 ноября 2016 года была создана военно-гражданская администрация села.

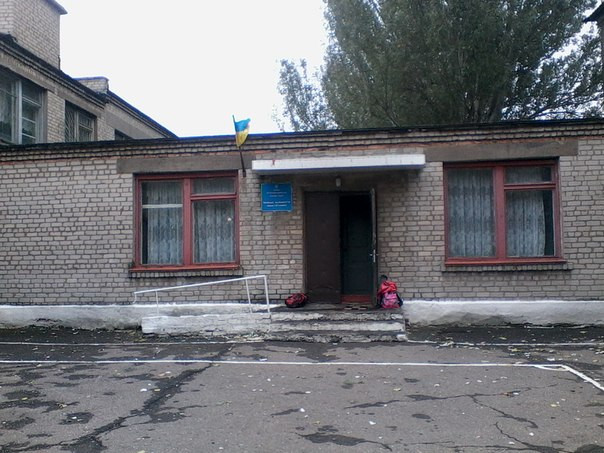
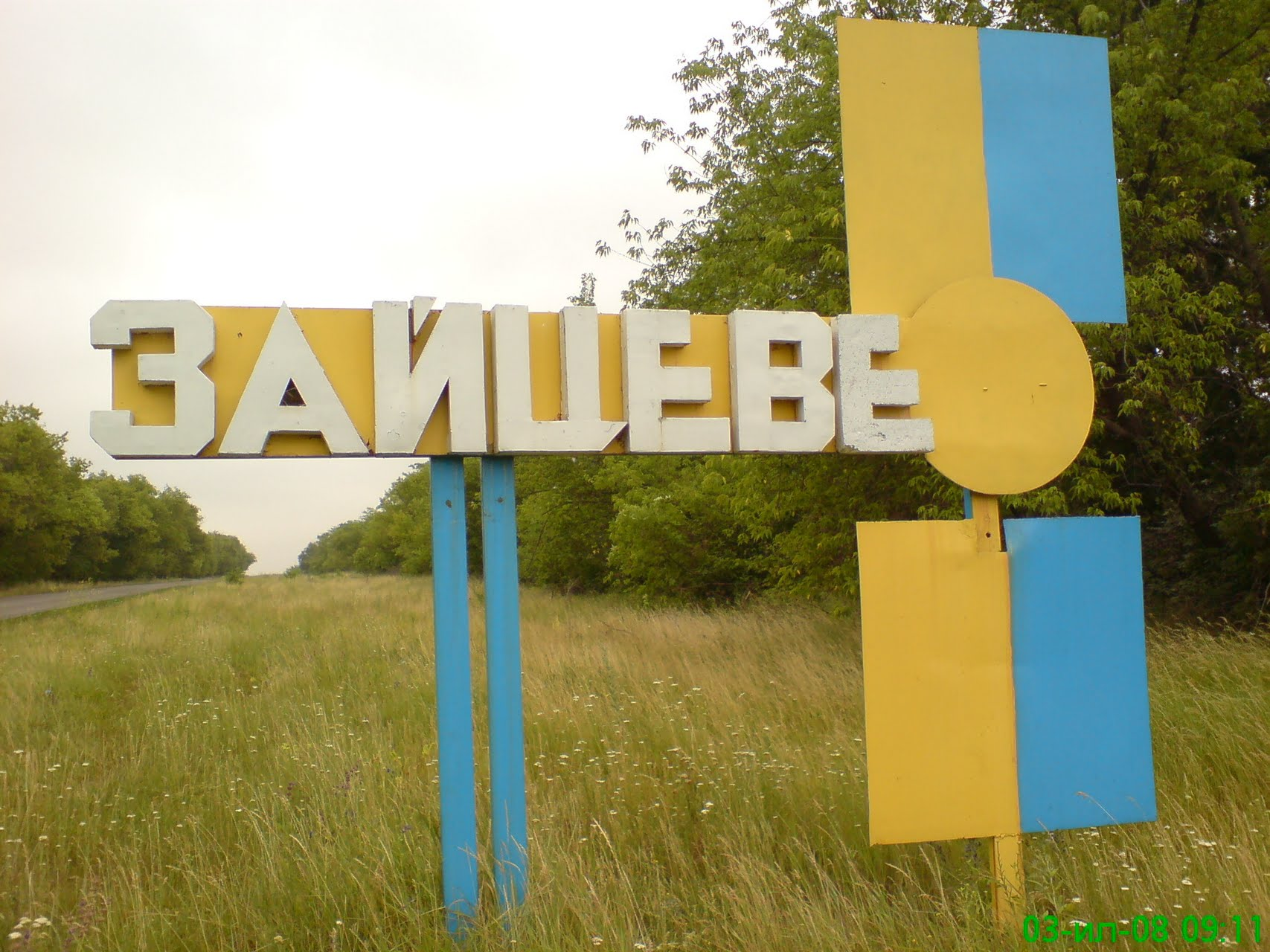